# یواس‌اس پلانگر (اس‌اس‌ان-۵۹۵)
یواس‌اس پلانگر (اس‌اس‌ان-۵۹۵) (به انگلیسی: USS Plunger (SSN-595)) یک زیردریایی بود که طول آن ۲۹۵ فوت (۹۰ متر) بود. این زیردریایی در سال ۱۹۶۱ ساخته شد.